# Burton M. Cross
Burton Melvin Cross (* 15. November 1902 in Gardiner, Kennebec County, Maine; † 22. Oktober 1998 in Augusta, Kennebec County, Maine) war ein US-amerikanischer Politiker und von 1952 bis 1955 Gouverneur von Maine. 

## Frühe Jahre und politischer Aufstieg
Burton Cross besuchte die örtlichen Schulen seiner Heimat. Seit 1933 war er politisch tätig. In diesem Jahr wurde er für vier Jahre in den Stadtrat von Augusta gewählt. Zwischen 1941 und 1945 war er Abgeordneter im Repräsentantenhaus von Maine und von 1945 bis 1952 war er im Staatssenat. In den Jahren 1949 und 1952 war sogar Präsident dieses Gremiums.  

## Gouverneur von Maine
Bei den Gouverneurswahlen des Jahres 1952 wurde Cross als Kandidat seiner Republikanischen Partei zum neuen Gouverneur von Maine gewählt. Seine Amtszeit sollte eigentlich am 7. Januar 1953 beginnen. Da aber der amtierende Gouverneur Frederick G. Payne am 24. Dezember 1952 von seinem Amt zurücktrat, musste Cross als Senatspräsident entsprechend der Verfassung bereits an diesem Tag das Amt des Gouverneurs übernehmen. Da aber seine Zeit als Senatspräsident bereits am 5. Januar 1953 ablief, musste Nathaniel Haskell, der neue Senatspräsident am 6. Januar 1953 für einen Tag als Gouverneur amtieren, ehe Cross am 7. Januar sein neues Amt regulär antreten konnte. In seiner zweijährigen Amtszeit wurden die Amtszeiten der Mitglieder des Autobahnausschusses auf sieben Jahre verlängert. Das Finanzministerium des Landes wurde neu strukturiert und das Gesundheitswesen verbessert. Auf der anderen Seite wurde der Gouverneur in einen Bestechungsskandal verwickelt, der ihn viel Ansehen kostete. Das hat ihm im Jahr 1954 auch die angestrebte Wiederwahl gekostet.

## Weiterer Lebenslauf
Nach seiner Abwahl zog sich Cross aus der Politik zurück. In den folgenden Jahren bis 1971 engagierte er sich im Versicherungswesen und am Aktienmarkt. Danach zog er sich in den Ruhestand zurück. Er starb am 22. Oktober 1998 im Alter von 96 Jahren. Burton Cross war mit Olena R. Moulton verheiratet, mit der er zwei Kinder hatte.